# Kinder der Hoffnung
Kinder der Hoffnung (Originaltitel: Les enfants de la liberté, 2007) ist der siebte Roman des französischen Schriftstellers und Filmproduzenten Marc Levy. Er basiert auf der Lebensgeschichte seines Vaters Raymond Levy, der während des Zweiten Weltkriegs einer Widerstandsgruppe in Frankreich angehörte.

## Handlung
Die Handlung des Romans spielt 1943 in Toulouse während des Funktionierens des Marionettenstaates Vichy. Die Handlung erzählt die Geschichte junger und sehr junger Mitglieder der Widerstandsbewegung (Résistance). Der Autor beschreibt die ersten Kontakte mit dem Untergrund und dann militärische, Sabotage- und subversive Aktionen, die hauptsächlich in Toulouse und Umgebung von der antifaschistischen Bewegung (Marcel Langers 35. Brigade) durchgeführt wurden, deren Mitglieder neben den Franzosen Polen, Spanier, Juden, Ungarn und andere sind. Der Erzähler ist der Vater des Autors, Raymond Levy. Raymond Levy tritt 1943 zusammen mit seinem Bruder Claude dem französischen Widerstand bei und erhält nun den Decknamen Jeannot. Der zweite Teil des Romans beschreibt das Schicksal der Hauptfiguren, nachdem sie gefangen genommen worden waren und schließlich des makabren Transports in Güterwagen zum Lager in Dachau, aus dem Raymond Levy entkommen kann.

## Handelnde Personen
- Raymond Levy: Ich-Erzähler, 18 Jahre bei Eintritt in die Résistance, überlebt als Jude den Zweiten Weltkrieg
- Claude Levy: Bruder von Raymond Levy

## Rezeption
- Tilman Krause bezeichnete im Jahr 2008 in seiner Rezension für den Deutschlandfunk  das Buch „als Parabel auf die Sehnsucht der Menschen nach der Freiheit, die sich noch in allen Zeiten und unter allen Regimen immer wieder Bahn bricht.“ Er kritisierte: „Das Vermächtnis von Raymonds Freund – „Wir haben für die Nachgeborenen gekämpft“ – ist allerdings ein zweischneidiges Schwert, denn wem der Kampf, will sagen die Arbeit abgenommen wird, der verliert auch schnell die Lust, sich selber für eine Sache einzusetzen. Und noch ist nicht ausgemacht, ob nicht die Zeit noch kommen wird, wo eben dies sich rächen könnte.“[1]

## Ausgaben
- Kinder der Hoffnung. Übersetzt von Bettina Runge und Eliane Hagedorn, Droemer & Knaur, München 2008, ISBN 978-3-7857-3534-3.
  - Originalausgabe: Les enfants de la liberté. 2007, ISBN 978-2-266-14853-5.